# Neurosymploca affinis
Neurosymploca affinis är en fjärilsart som beskrevs av Jordan 1907. Neurosymploca affinis ingår i släktet Neurosymploca och familjen bastardsvärmare. Inga underarter finns listade i Catalogue of Life.